# Waldorfsalat
Waldorfsalat er en salat af æble, selleri eller bladselleri (og valnød) i flødeskum og creme fraiche serveret som tilbehør til vildt, forret eller som et let måltid.

## Historie
Salaten blev præsenteret i 1896 på Waldorf Hotel i New York City (en forgænger for Waldorf-Astoria Hotel, som opstod ved sammenlægningen af Waldorf med naboen Astoria Hotel i 1897).
Oscar Tschirky, som var Waldorfs maître d'hôtel og som udviklede eller inspirerede mange af dets signaturretter, bliver oftest krediteret for denne ret. I 1896 optrådte waldorfsalat i The Cook Book af "Oscar of the Waldorf"; den originale opskrift indeholdt ikke nødder, men de var tilføjet, da opskriften stod i The Rector Cook Book i 1928. Salaten var så populær, at Cole Porter nævnte den i sin sang "You're the Top" fra 1934.
Salaten blev kendt for titelrollen i afsnit 9: "Waldorf Salad" i den britiske sitcom Fawlty Towers.

## Variationer
Andre ingredienser som valnødder, kylling, kalkun, vindruer og tørret frugt som dadler eller rosiner bliver tilføjet. I de opdaterede versioner er dressingen creme fraiche, yoghurt eller flødeskum. En  emeraldsalat har blomkål i stedet for selleri. Salaten kan også tilsættes appelsin- eller citronskal.
En populær variant lavet med peanut (jordnød) kaldes peadorfsalat.